# Trichoplusia gromieri
Trichoplusia gromieri är en fjärilsart som beskrevs av Claude Dufay 1975. Trichoplusia gromieri ingår i släktet Trichoplusia och familjen nattflyn. Inga underarter finns listade i Catalogue of Life.